# كلارنس فوغ
كلارنس جيه. فوغ (بالإنجليزية: Clarence J. Fogg؛ 1853 – 1936) كان بحّارًا وسياسيًا أمريكيًا، شغل منصب عضو في مجلس نواب ماساتشوستس، كما تولى منصب العمدة الحادي والأربعين لمدينة نيوبوريبورت بولاية ماساتشوستس.

## الحياة المهنية
بدأ فوغ حياته المهنية في البحر، حيث عمل بحّارًا لفترة طويلة قبل أن يدخل معترك السياسة المحلية في مدينة نيوبوريبورت. بفضل خلفيته العملية ومكانته بين سكان المدينة، تم انتخابه لعضوية مجلس نواب ماساتشوستس، حيث شارك في صياغة السياسات المحلية للولاية.
لاحقًا، انتُخب فوغ عمدةً لمدينة نيوبوريبورت، ليصبح العمدة رقم 41 في تاريخ المدينة. وخلال ولايته، ركز على تحسين البنية التحتية المحلية وتعزيز الخدمات العامة، مستفيدًا من خبرته السابقة في الأعمال البحرية والموانئ.

## الحياة الشخصية والإنجازات كعمدة
وُلد كلارنس جيه. فوغ في نيوبوريبورت بولاية ماساتشوستس لعائلة من البحّارة، مما جعله ينشأ في بيئة بحرية ساهمت في تشكيل مسيرته المبكرة. التحق بالخدمة في السفن التجارية، واكتسب خبرة واسعة في الملاحة والعمل في الموانئ، قبل أن يستقر نهائيًا في مدينته ويشارك في الشؤون العامة.
خلال فترة ولايته كعمدة لنيوبوريبورت، نفّذ فوغ عددًا من الإصلاحات التي هدفت إلى تحسين الخدمات البلدية، من بينها:
- توسيع شبكة الطرق الداخلية وتحسين رصف الشوارع.
- دعم مشاريع الصرف الصحي وتحديث البنية التحتية للمياه.
- تعزيز دور الميناء المحلي في دعم الاقتصاد البحري للمدينة.
- ترسيخ مبدأ الشفافية المالية في إدارة شؤون البلدية.

تميزت قيادته بالعملية والانضباط، وقد اعتبره المواطنون شخصية نزيهة تمثّل تقاليد المدينة البحرية وتطلعاتها المدنية.

## الإرث
يُذكر فوغ في تاريخ نيوبوريبورت كأحد الشخصيات البارزة التي جمعت بين العمل البحري والخدمة العامة، وقد ساهمت سياساته في تطوير المدينة خلال مطلع القرن العشرين.